# 道慈
道慈（どうじ、生年不詳 - 天平16年10月2日（744年11月10日））は、奈良時代の三論宗の僧。俗姓は額田氏。大和国添下郡の出身。

## 人物
702年（大宝2年）第八次遣唐使船で唐へ渡り、西明寺に住して三論に通じて、仁王般若経を講ずる高僧100人のうちの一人に選ばれた。718年（養老2年）15年に渡った留学生活に幕を閉じ、第九次遣唐使の帰りの船で帰国した。日本三論宗の第3伝とされる。翌719年（養老3年）その有徳を賞されて食封50戸を賜った。729年（天平元年）律師に任じられ、大安寺を平城京へ移設することに尽力している。735年（天平8年）扶翼童子6人を付与された。翌736年（天平9年）大安寺大般若経転読会を始め、739年（天平12年）には大極殿最勝王経講説の講師をつとめた。
帰国後に『愚志』という書物を著して、唐と異なり教典に従っていないことが多い日本の仏教界を批判し、僧尼の質を向上させるために戒師を唐から招請することを提案した。戒師の招請は天平勝宝6年（754年）の遣唐使が帰還する際に、これに同行した鑑真の来日によって実現することになる。
また、『日本書紀』の編纂にも関与したという説もある。漢詩にも優れ『懐風藻』に入集している。

## 考証
日本への仏教伝来は、538年説、552年説、「私伝」説がある。日本に仏教が正式に伝わったのは6世紀中頃であるが、伝来年次は、壬申説（552年）と戊午説（538年）の異説があり、この伝来年次の違いから、欽明天皇即位の年次や、継体朝の後に安閑・宣化朝と欽明朝との並立時代があったのではないかなどの問題が提起されている。壬申説を採るものの一つに『日本書紀』がある。『日本書紀』の内容は以下である。
1. 冬十月に、百済の聖明王、西部姫氏達率怒斯致契等を遣して、釈迦仏の金剛像一躯・幡蓋若干・経論若干巻を献る。
2. 別に表して、流通し礼拝む功徳を讃めて云さく、「是の法は諸の法の中に、最も殊勝れています。解り難く入り難し。周公・孔子も、尚知りたまふこと能はず。此の法は能く量も無く辺も無き、福徳果報を生し、乃至ち無上れたる菩提を成弁す。臂へば人の随意宝を懐きて、用べき所に逐ひて、盡に情の依なるが如く、此の妙法の宝も然なり。祈り願ふこと情の依にして、乏しき所無し。
3. 且夫れ遠くは天竺より、爰に三韓に洎るまでに、教に依ひ奉け持ちて、尊び敬はずといふこと無し。是に由りて、百済の王臣明、謹みて陪臣怒唎斯致契を遣して、帝国に伝へ奉りて、畿内に流通さむ。仏の、我が法は東に流らむ、と記へるを果すなり」とまうす。
4. 是の日に、天皇、聞し巳りて、歓喜び踊躍りたまひて、使者に詔して云はく、「朕、昔より来、未だ曽て是の如く微妙しき法を聞くこと得ず。然れども朕、自ら決むまじ」とのたまふ。
5. 乃ち群臣に歴問ひて曰はく、「西蕃の献れる仏の相貌端然し。全ら未だ曽て有ず。礼ふべきや不や」とのたまふ。
6. 蘇我大臣稲目宿禰奏して曰さく、「西蕃の諸国、一に皆礼ふ。豊秋日本、豈独り背かむや」とまうす。
7. 物部大連尾興・中臣連鎌子、同じく奏して曰さく、「我が国家の、天下に王とましますは、恒に天地社稷の百八十神を以て、春夏秋冬、祭拝りたまふことを事とす。方に今改めて蕃神を拝みたまはば、恐るらくは国神の怒を致したまはむ」とまうす。

1.は仏教伝来の事実に関する部分、2.は仏教伝来に関する上表文であり、この部分は、唐の義浄が長安三年（703年）に訳した『金光明経』からの引用を中心に構成したもので、『日本書紀』の仏教関係記事を編纂した道慈による修飾とする説がある。道慈は、唐から帰朝後、『日本書紀』編纂に際し仏教関係記事を編録した中心人物とみられるが、さらに『金光明経』を将来したのも道慈その人とみられる。道慈が『日本書紀』の仏教関係記事の編纂の中心人物であったか否かは別にしても、上表文は『日本書紀』編纂時に造作されたものである。また潤色の度合いが濃厚であり、百済からの仏像などの献上は編者の錯誤であり、故意に壬申年にかけたとみられる。『日本書紀』が仏教伝来年次を壬申年に設定した理由として、『日本書紀』編纂当時の南都教団は仏滅の年次を紀元前九七四年とする壬申入滅説が一般的であって、正像末三時について正法五百年、像法千年説をとる三論宗の教説で計算すれば、欽明天皇十三年壬申が末法元年にあたることが指摘されている。つまり仏教の年代観では、釈迦入滅後の五百年の正法の時代は、教（釈迦の教法）、行（教法を実践する修行者）、証（修行の結果の悟り）の三つが具わっている時代で、次の像法の千年間は教、行はあるが、証は期待できない時代であり、さらに末法の一万年間は教のみがある時代とする認識である。そのことは末法元年に仏教が日本に伝来し、その後、国家の保護を受けて発展、『日本書紀』完成の頃には鎮護国家仏教として、平城京に大伽藍が並ぶまでになったという日本仏教興隆の事実を背景として、末法期を迎えた唐仏教に対する優越を保持する理由がある。しかしこれには反対意見もあり、壬申年は末法元年でなく『大集経』の五堅固説による造寺堅固の第一年と考えたほうが、国分寺建立に関与した道慈の時代意識として適切とする説もある。

## 伝記
- 曾根正人『道慈』吉川弘文館〈人物叢書〉、2022年4月。ISBN 9784642053051。